# Sammlung Zimmermann
Die Sammlung Zimmermann war eine Privatsammlung von über 60 antiken griechischen Vasen, die der Bremer Bauunternehmer Manfred Zimmermann (1935–2011) und seine Ehefrau Heidrun in über 30 Jahren Sammlertätigkeit zusammengetragen hatten.
Kern und Hauptbestandteil der Sammlung waren attische Wein- und Salbgefäße, die in der Zeit zwischen 560 und 350 v. Chr. entstanden sind. Es handelte sich dabei sowohl um Vasen im schwarzfigurigen als auch im rotfigurigen Stil. 
Die Sammlung befand sich über Jahre im Privathaus des Ehepaares und wurde ab dem 26. August 2005 im Bremer Antikenmuseum im Schnoor ausgestellt. Hier bildete die Stiftung Heidrun und Manfred Zimmermann den Hauptbestandteil der Sammlung. Im Dezember 2018 wurde das Museum geschlossen und die Sammlung als Dauerleihgabe an das Museum für Kunst und Gewerbe Hamburg abgegeben. Wenige Jahre später zogen die Hinterbliebenen von Manfred Zimmermann sie jedoch wieder ab, um sie zu veräußern.
Am 9. April 2024 wurden über 50 Gefäße aus den Beständen der Sammlung über die New Yorker Filiale des Auktionshauses Christie’s angeboten. Davon wurde ein Großteil für einen Gesamterlös von über 2,4 Mio. US-Dollar versteigert. Kurz vor der Auktion hatte Christie’s einige Lose zurückgezogen, weil der Archäologe Christos Tsirogiannis nachweisen konnte, dass sie über Gianfranco Becchina erworben worden waren, der 2011 wegen illegalen Antikenhandels verurteilt worden ist.

## Bestand
Zur Sammlung gehörten unter anderem:
| - schwarzfigurige Vasen - eine Sianaschale des C-Malers - eine Bandschale des Tleson-Malers - ein Lekanisdeckel des Malers von Louvre F 6 - eine Bauchamphora des Schaukel-Malers - eine Augenschale aus dem Umkreis des Lysippides-Malers - eine Bauchamphora aus dem Umkreis des Lysippides-Malers - eine Oinochoe aus dem Umkreis des Rycroft-Malers - eine Hydria in der Art des Antimenes-Malers - eine Halsamphora in der Art des Antimenes-Malers - eine Halsamphora der Gruppe von Würzburg 199 - eine Halsamphora der Leagros-Gruppe - eine Hydria des PGZ-Malers der Leagros-Gruppe - eine Hydria der Leagros-Gruppe/Gruppe von Vatikan 424 - ein Lekythos des Edinburgh-Malers - ein Skyphos des Theseus-Malers - eine Pseudo-Panathenäische Amphora des Eucharides-Malers | - rotfigurige Vasen - zwei Kylixes des Malers von Berlin 2268 - eine Kylix des Onesimos - ein Lekythos des Berliner Malers - eine Kylix des Makron - eine Kylix des Triptolemos-Malers - zwei Nolanische Amphoren - ein Stamnos aus dem Umkreis des Pan-Malers - ein Kolonettenkrater des St. Petersburger Malers - eine Kylix des Malers von München 2676 - ein Stamnos des Malers der Oinochoe von Yale - eine Pelike des Achilleus-Malers - eine Halsamphora des Nausikaa-Malers - ein Kolonettenkrater des Neapler Malers - eine Kalpis der Klasse von Brüssel A 3099 - ein Kelchkrater des Kertscher Stils - eine Pelike der Gruppe G | - weißgrundige Vasen - ein Lekythos aus dem Umkreis des Frauen-Malers - plastische Gefäße - ein Frauenkopf-Kännchen der Klasse N (Cook-Klasse) - ein Widderkopfrhyton des Eretria-Malers (Spetia-Klasse) |